# Segurança ontológica
A segurança ontológica é um conceito que descreve a sensação de continuidade e estabilidade nas experiências de vida de um indivíduo, e está profundamente ligado à maneira como ele percebe e interpreta sua existência. O termo, desenvolvido pelo sociólogo Anthony Giddens (1991), refere-se a uma condição psicológica e emocional que permite que a pessoa se sinta segura em relação à sua identidade, ao mundo ao seu redor e ao futuro, sendo fundamental para a manutenção do bem-estar mental e social, ajudando a pessoa a lidar com as incertezas da vida cotidiana.
A noção de segurança ontológica se origina na filosofia e na sociologia, onde o termo "ontologia" é utilizado para se referir ao estudo do ser e da existência. No entanto, em seu uso contemporâneo, o conceito é abordado sob uma perspectiva sociológica e psicológica. A segurança ontológica, para Giddens, é essencial para que o indivíduo consiga organizar suas experiências de vida de uma maneira que faça sentido e lhe proporcione um senso de identidade coeso e contínuo.

## Identidade
A construção de uma identidade estável é central para a segurança ontológica. Em um mundo em constante mudança, seja social, política ou culturalmente, manter um senso de continuidade é fundamental. A identidade do indivíduo é formada pela maneira como ele interpreta suas experiências e as conecta ao passado e ao futuro. Giddens destaca que a segurança ontológica depende da capacidade de dar sentido à vida, criando narrativas coerentes sobre si mesmo e mantendo uma visão positiva tanto do próprio ser quanto do mundo. Essa sensação se traduz em uma "sensação de ordem e continuidade" nas experiências de vida. Para se sentir seguro, o indivíduo precisa perceber sua existência como uma sequência lógica de eventos, e não como um caos aleatório. Identificar padrões e estabelecer conexões entre esses eventos é essencial. Quando o indivíduo consegue dar sentido às suas emoções, é capaz de enfrentar melhor as adversidades, como mudanças de emprego, perdas ou crises de saúde.
Entretanto, a segurança ontológica pode ser ameaçada quando eventos externos ou internos afetam a visão de mundo do indivíduo. Isso pode ocorrer em momentos de grande instabilidade, como o colapso de relações importantes ou mudanças drásticas no ambiente social ou econômico. Esses momentos de crise podem levar a uma reavaliação profunda sobre o significado da vida e gerar uma crise de identidade, onde o senso de continuidade e de propósito se perde. Nesse estado, sentimentos de ansiedade, desorientação e impotência podem surgir, à medida que as bases da visão de mundo do indivíduo são abaladas.
Uma visão positiva de si mesmo e do futuro é essencial para a segurança ontológica. Indivíduos com essa segurança mantêm uma visão otimista de suas capacidades e acreditam que, mesmo diante das dificuldades, são capazes de superar obstáculos. Esse sentimento está intimamente ligado à autoeficácia, ou a crença na própria capacidade de influenciar os acontecimentos da vida.
A segurança ontológica não é construída isoladamente; ela também depende do contexto social e cultural. Instituições como a família, a escola e o trabalho desempenham papéis essenciais ao proporcionar um ambiente que favoreça esse tipo de segurança. Além disso, as normas culturais e redes de apoio social oferecem ao indivíduo uma base emocional, ajudando na formação e manutenção de uma identidade coesa.
Entretanto, em sociedades que passam por transformações rápidas, como a globalização e a digitalização, a segurança ontológica pode se tornar mais vulnerável. A incerteza econômica, a precarização do trabalho e as mudanças nas estruturas familiares e sociais podem enfraquecer as bases da identidade e da visão de mundo dos indivíduos, aumentando a sensação de insegurança ontológica.